# アペッキオ
アペッキオ（伊: Apecchio）は、イタリア共和国マルケ州ペーザロ・エ・ウルビーノ県にある、人口約1,700人の基礎自治体（コムーネ）。

## 地理

### 位置・広がり
ペーザロ・エ・ウルビーノ県南西部のコムーネ。ウルビーノから南西へ26km、ペーザロから南西へ56kmの距離にある。

#### 隣接コムーネ
隣接するコムーネは以下の通り。括弧内のPGはペルージャ県所属を示す。
- カーリ
- チッタ・ディ・カステッロ (PG)
- メルカテッロ・スル・メタウロ
- ピエトラルンガ (PG)
- ピオッビコ
- サンタンジェロ・イン・ヴァード
- ウルバーニア

### 気候分類・地震分類
アペッキオにおけるイタリアの気候分類 (it) および度日は、zona E, 2543 GGである。
また、イタリアの地震リスク階級 (it) では、zona 2 (sismicità media) に分類される。

## 行政

### 分離集落
アペッキオには、以下の分離集落（フラツィオーネ）がある。
- Caselle Salceto, Colombara, Osteria Nuova,Pian del Serra, Pian di Molino, San Martino del Piano, Serravalle di Carda, Valdara